# Хібарі-Мару
Хібарі-Мару (Hibari Maru) — транспортне судно, яке під час Другої світової війни брало участь у операціях японських збройних сил на Соломонових островах. 
Хібарі-Мару спорудили в 1940 році на верфі Osaka Iron Works для компанії Nissan Kisen.  
19 лютого 1943-го судно прямувало у складі конвою разом зі ще двома транспортами під охороною тральщика W-21 та мінного загороджувача "Цугару". Надвечір воно опинилось за півсотні кілометрів північніше від Бугенвільської протоки, яка відділяє острови Бугенвіль та Шуазель (через неї можна було пройти до важливої якірної стоянки Шортленд – прикритої островами Шортленд акваторії у південного завершення Бугенвілю). Тут в атаку по конвою вийшов підводний човен Gato, який випустив три торпеди та поцілив однією Хібарі-Мару. У підсумку пошкоджене судно опинилось на березі, де 28 лютого було остаточно зруйноване внаслідок авіаудару.